# Gentiana × charpentieri
Gentiana charpentieri là một loài thực vật có hoa trong họ Long đởm. Loài này được Thomas ex Hegetschw. mô tả khoa học đầu tiên năm 1838.